# Agave utahensis
Agave utahensis là một loài thực vật có hoa trong họ Măng tây. Loài này được Engelm. mô tả khoa học đầu tiên năm 1871.

## Hình ảnh

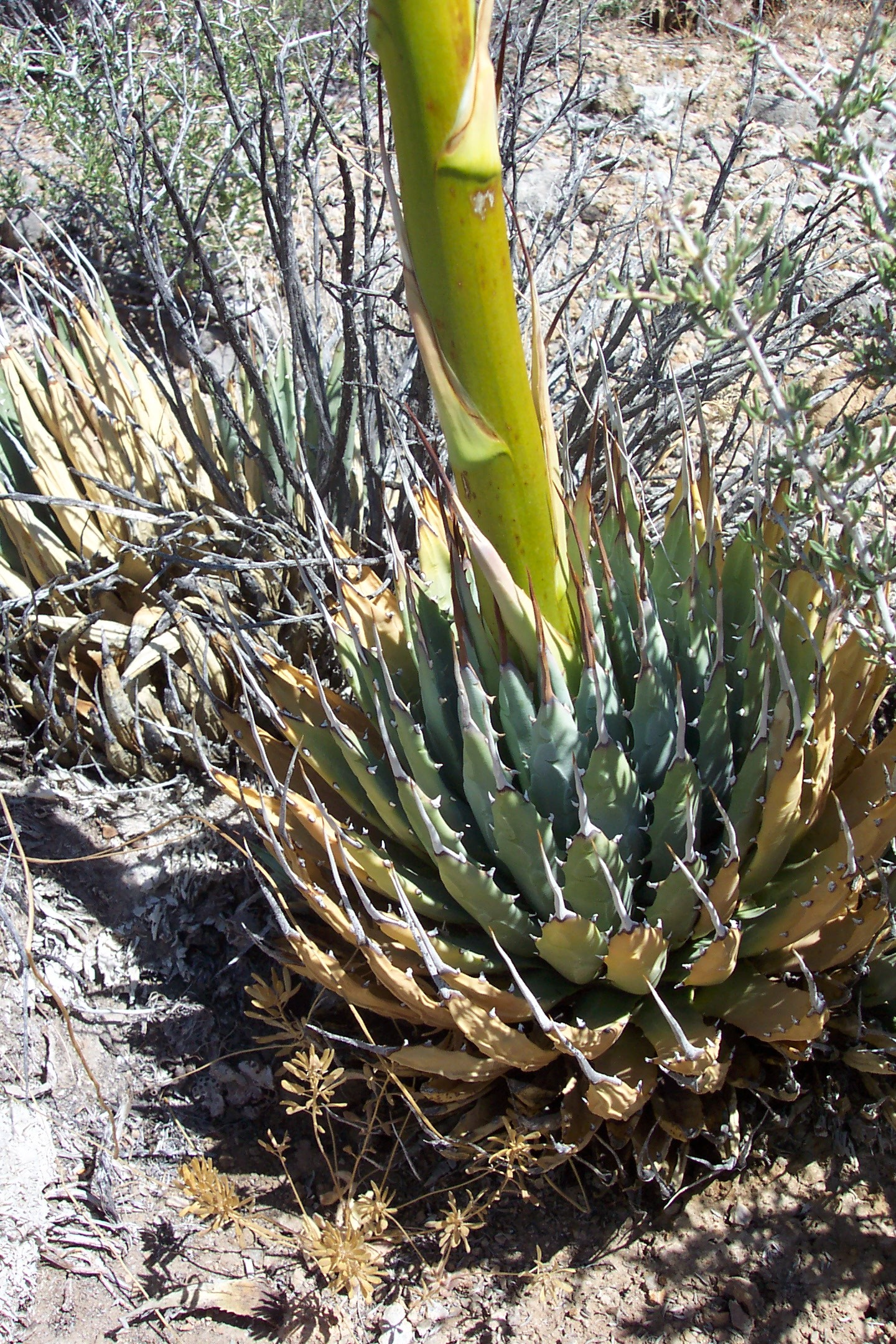
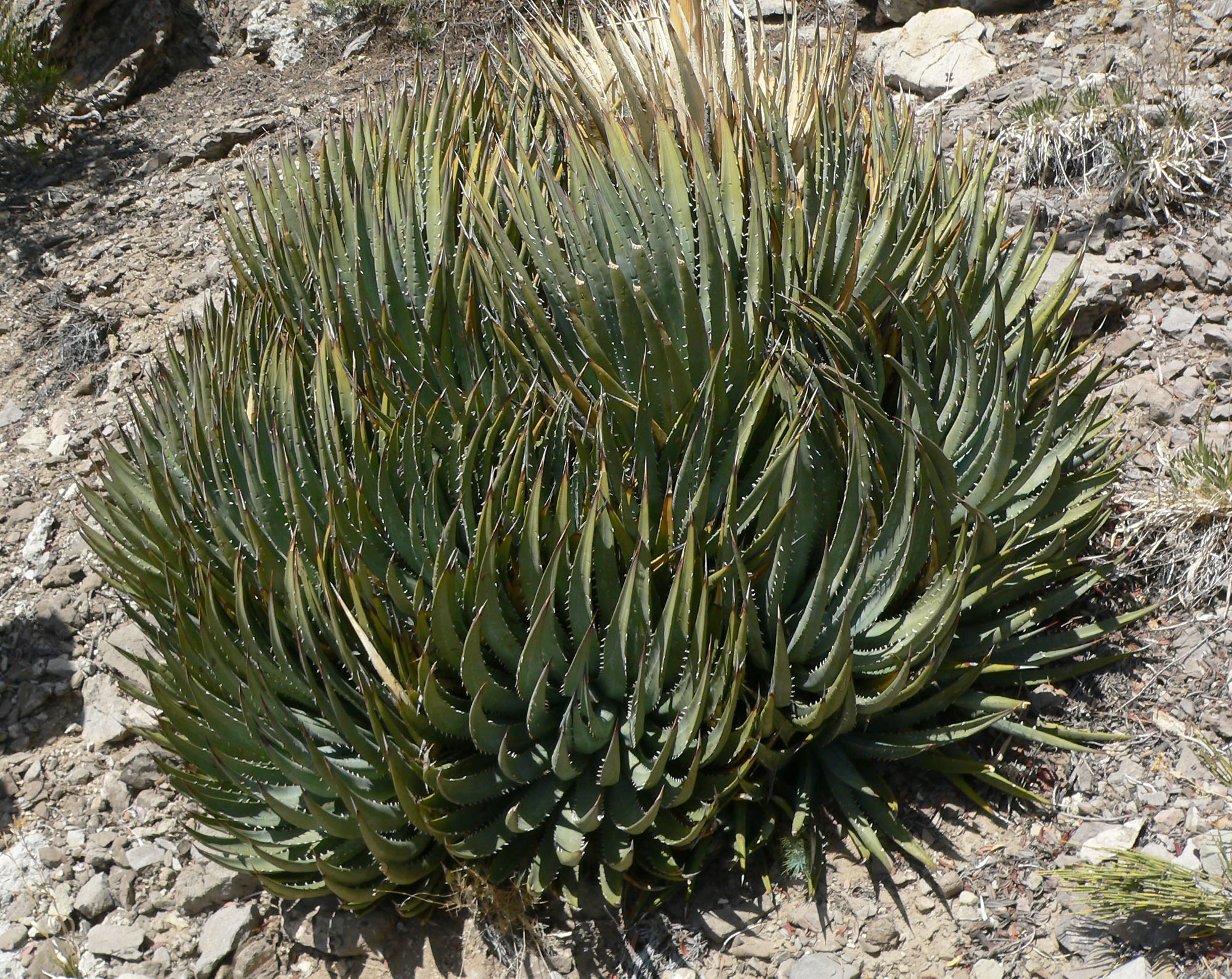
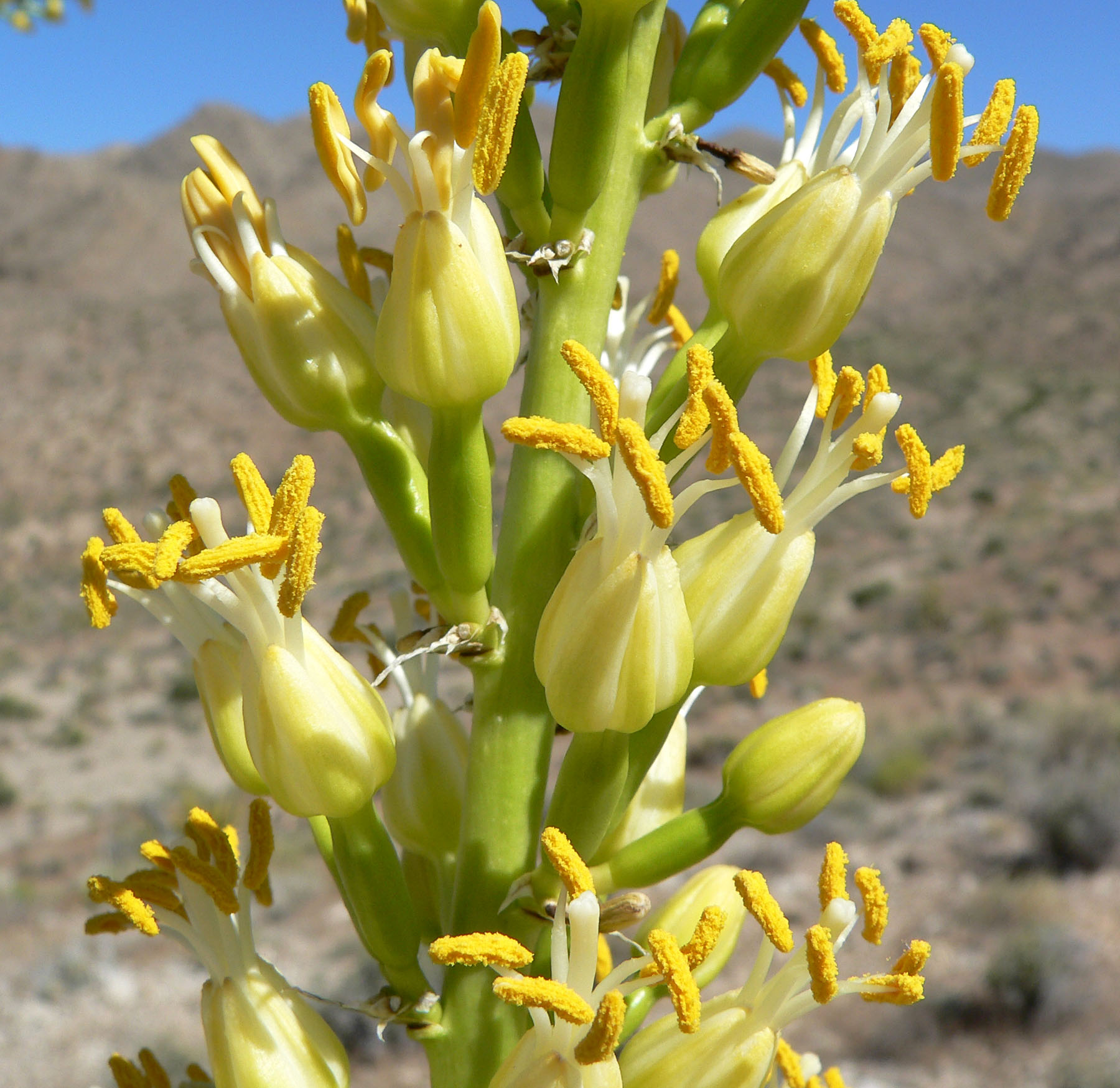
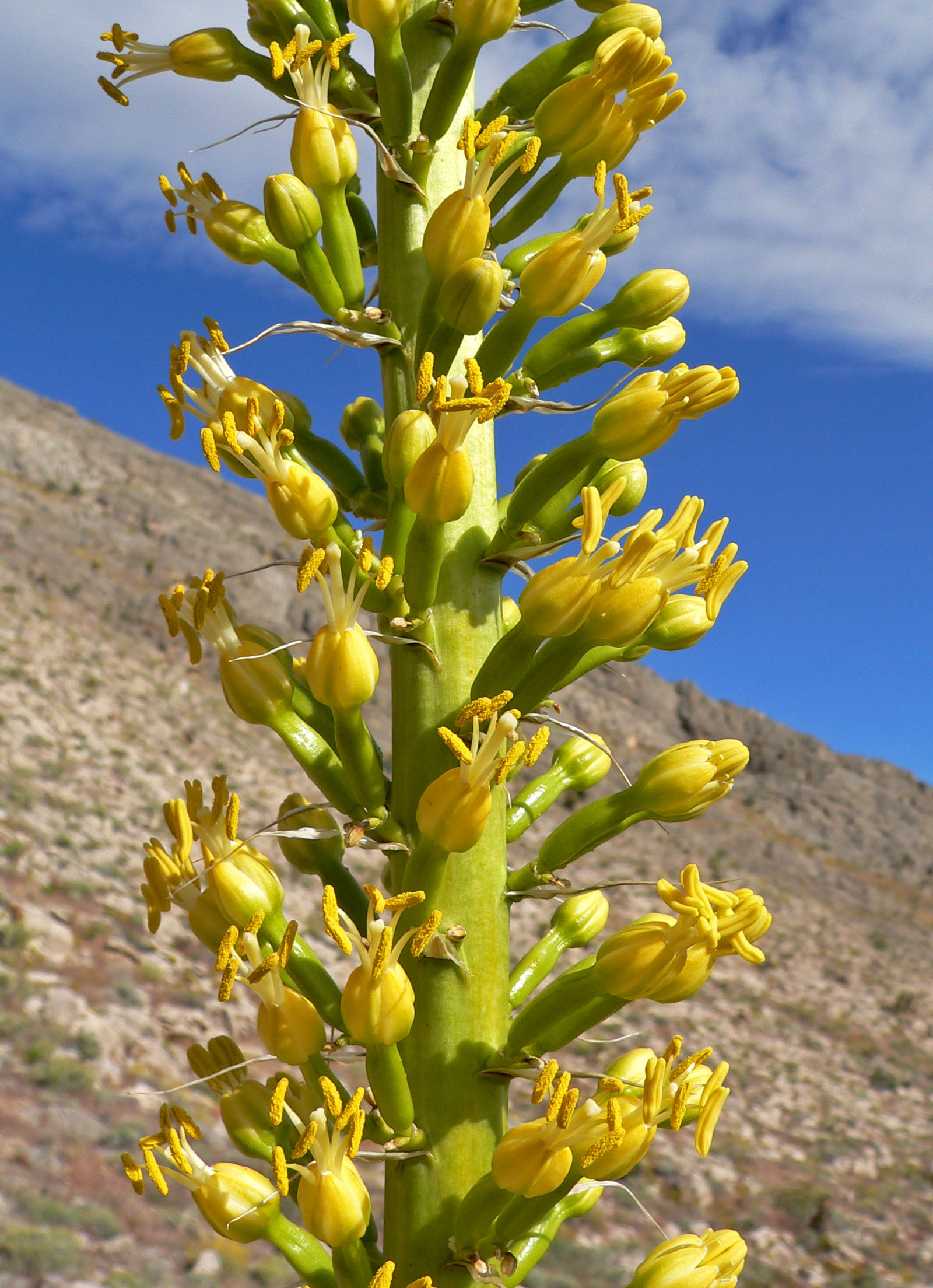